# Бурхан Акбудак
Бурхан Акбудак(1 червня 1995 , Göksund, Кахраманмараш і Каграманмараш ) — турецький борець греко-римського стилю, чемпіон світу та Європи, призер чемпіонатів світу та Європи.

## Спортивні результати на міжнародних змаганнях

### Виступи на Чемпіонатах світу
| Змагання                        | Збірна    | Вагова категорія                 | Місце  |
| ------------------------------- | --------- | -------------------------------- | ------ |
| Чемпіонат світу з боротьби 2021 | Туреччина | греко-римська боротьба, до 82 кг | Срібло |
| Чемпіонат світу з боротьби 2022 | Туреччина | греко-римська боротьба, до 82 кг | Золото |

### Виступи на Чемпіонатах Європи
| Змагання                         | Збірна    | Вагова категорія                 | Місце  |
| -------------------------------- | --------- | -------------------------------- | ------ |
| Чемпіонат Європи з боротьби 2020 | Туреччина | греко-римська боротьба, до 82 кг | 10     |
| Чемпіонат Європи з боротьби 2021 | Туреччина | греко-римська боротьба, до 82 кг | 12     |
| Чемпіонат Європи з боротьби 2022 | Туреччина | греко-римська боротьба, до 82 кг | Бронза |
| Чемпіонат Європи з боротьби 2023 | Туреччина | греко-римська боротьба, до 82 кг | Золото |

### Виступи на Кубках світу
| Змагання                    | Збірна    | Вагова категорія                 | Місце  |
| --------------------------- | --------- | -------------------------------- | ------ |
| Кубок світу з боротьби 2016 | Туреччина | греко-римська боротьба, до 80 кг | Бронза |
| Кубок світу з боротьби 2022 | Туреччина | команда                          | 4      |

### Виступи на інших змаганнях
| Змагання                                 | Збірна    | Вагова категорія                 | Місце  |
| ---------------------------------------- | --------- | -------------------------------- | ------ |
| Вогні Москви 2014                        | Туреччина | греко-римська боротьба, до 80 кг | Срібло |
| Турнір Вехбі Емре і Гаміта Каплана 2015  | Туреччина | греко-римська боротьба, до 80 кг | 11     |
| Кубок Алроси 2015                        | Туреччина | греко-римська боротьба, до 75 кг | 5      |
| Клубний чемпіонат світу з боротьби 2016  | Туреччина | команда                          | Срібло |
| Кубок Тахті 2017                         | Туреччина | команда                          | 4      |
| Турнір Вехбі Емре і Гаміта Каплана 2017  | Туреччина | греко-римська боротьба, до 80 кг | Золото |
| Ісламські ігри солідарності 2017         | Туреччина | греко-римська боротьба, до 80 кг | Бронза |
| Кубок Владислава Пітласинські 2017       | Туреччина | греко-римська боротьба, до 80 кг | Срібло |
| Клубний чемпіонат світу з боротьби 2017  | Туреччина | команда                          | Бронза |
| Кубок Тахті 2018                         | Туреччина | греко-римська боротьба, до 82 кг | Бронза |
| Турнір Вехбі Емре і Гаміта Каплана 2018  | Туреччина | греко-римська боротьба, до 82 кг | 12     |
| Університетський чемпіонат світу 2018    | Туреччина | греко-римська боротьба, до 82 кг | Золото |
| Клубний чемпіонат світу з боротьби 2018  | Туреччина | команда                          | 4      |
| Турнір Вехбі Емре і Гаміта Каплана 2019  | Туреччина | греко-римська боротьба, до 82 кг | Срібло |
| Гран-прі Загребу з боротьби 2019         | Туреччина | греко-римська боротьба, до 82 кг | Бронза |
| Гран-прі Угорщини з боротьби 2019        | Туреччина | греко-римська боротьба, до 82 кг | Бронза |
| Турнір міста Сассарі з боротьби 2019     | Туреччина | греко-римська боротьба, до 82 кг | Срібло |
| Кубок Владислава Пітласинські 2019       | Туреччина | греко-римська боротьба, до 82 кг | Золото |
| Міжнародний турнір Маттео Пелліцоне 2020 | Туреччина | греко-римська боротьба, до 82 кг | Срібло |
| Відкритий турнір Загребу з боротьби 2020 | Туреччина | греко-римська боротьба, до 82 кг | Золото |
| Гран-прі Франції Анрі Деглана 2021       | Туреччина | греко-римська боротьба, до 82 кг | 4      |
| Міжнародний турнір Маттео Пелліцоне 2021 | Туреччина | греко-римська боротьба, до 82 кг | Срібло |
| Турнір Вехбі Емре і Гаміта Каплана 2021  | Туреччина | греко-римська боротьба, до 82 кг | Золото |
| Відкритий турнір Загребу з боротьби 2022 | Туреччина | греко-римська боротьба, до 82 кг | Бронза |
| Турнір Вехбі Емре і Гаміта Каплана 2022  | Туреччина | греко-римська боротьба, до 82 кг | Золото |
| Турнір Дана Колова — Николи Петрова 2023 | Туреччина | греко-римська боротьба, до 82 кг | Срібло |

### Виступи на змаганнях молодших вікових груп
| Змагання                                      | Збірна    | Вагова категорія                 | Місце  |
| --------------------------------------------- | --------- | -------------------------------- | ------ |
| Чемпіонат світу з боротьби серед кадетів 2011 | Туреччина | греко-римська боротьба, до 54 кг | 13     |
| Чемпіонат світу з боротьби серед юніорів 2014 | Туреччина | греко-римська боротьба, до 84 кг | 27     |
| Чемпіонат світу з боротьби серед юніорів 2015 | Туреччина | греко-римська боротьба, до 74 кг | Срібло |
| Чемпіонат Європи з боротьби серед молоді 2016 | Туреччина | греко-римська боротьба, до 80 кг | Срібло |
| Чемпіонат Європи з боротьби серед молоді 2017 | Туреччина | греко-римська боротьба, до 80 кг | 7      |
| Чемпіонат світу з боротьби серед молоді 2017  | Туреччина | греко-римська боротьба, до 80 кг | Золото |
| Чемпіонат Європи з боротьби серед молоді 2018 | Туреччина | греко-римська боротьба, до 82 кг | Бронза |
| Чемпіонат світу з боротьби серед молоді 2018  | Туреччина | греко-римська боротьба, до 82 кг | 10     |